# 洲崎球場
洲崎球場（すさききゅうじょう、「洲崎大東京球場」とも）は、かつて東京府東京市城東区南砂町四丁目（現在の東京都江東区新砂一丁目）に所在した木造の野球場。

## 概要
日本プロ野球草創期、東京では上井草球場に次ぐ2番目のプロ野球専用球場であった。大東京軍の本拠地として建設されたが、実際は当時フランチャイズ制が敷かれていなかったこともあり、東京巨人軍も試合を開催していた。
大東京軍の球団常務だった鈴木龍二（戦後、セントラル・リーグ会長）の回顧録によると、もとは東京瓦斯の所有地であったという。
1936年10月13日に3ヶ月の突貫工事で完成し、翌1937年には92試合が開催された。しかし、海のすぐそばに建設された洲崎球場は、カニが這いずり回っていたといわれ、満潮時にはグラウンドが海水に浸かってコールドゲームになることもしばしばあった。そのため、後楽園球場が開場した翌1938年は試合数が激減し、わずか3試合にとどまった。1943年頃に解体され、跡地には民間企業の社屋が建てられている。
洲崎球場で行われた試合の中では、1936年の巨人対タイガースの沢村栄治、景浦将が出場した優勝決定戦は語り草になっている。また、1937年7月17日のイーグルス対金鯱戦は観客が僅か90人だったといわれ、プロ野球史のワースト記録とされる。ただし、この日付で開催された試合はイーグルス対大東京戦（ダブルヘッダー）であり、信ぴょう性のある話とは言えない。
“打撃の神様”と呼ばれた川上哲治（巨人）のプロデビュー戦もこの球場であった。
当時は近くの深川区洲崎弁天町（現在の江東区東陽一丁目）に洲崎遊廓（洲崎パラダイス）があり、選手も試合後などによく通っていたと言われる。
2015年、数少ない資料を基にして球場の200分の1スケールの模型が作られ、江東区役所で公開されている。

## 所在地

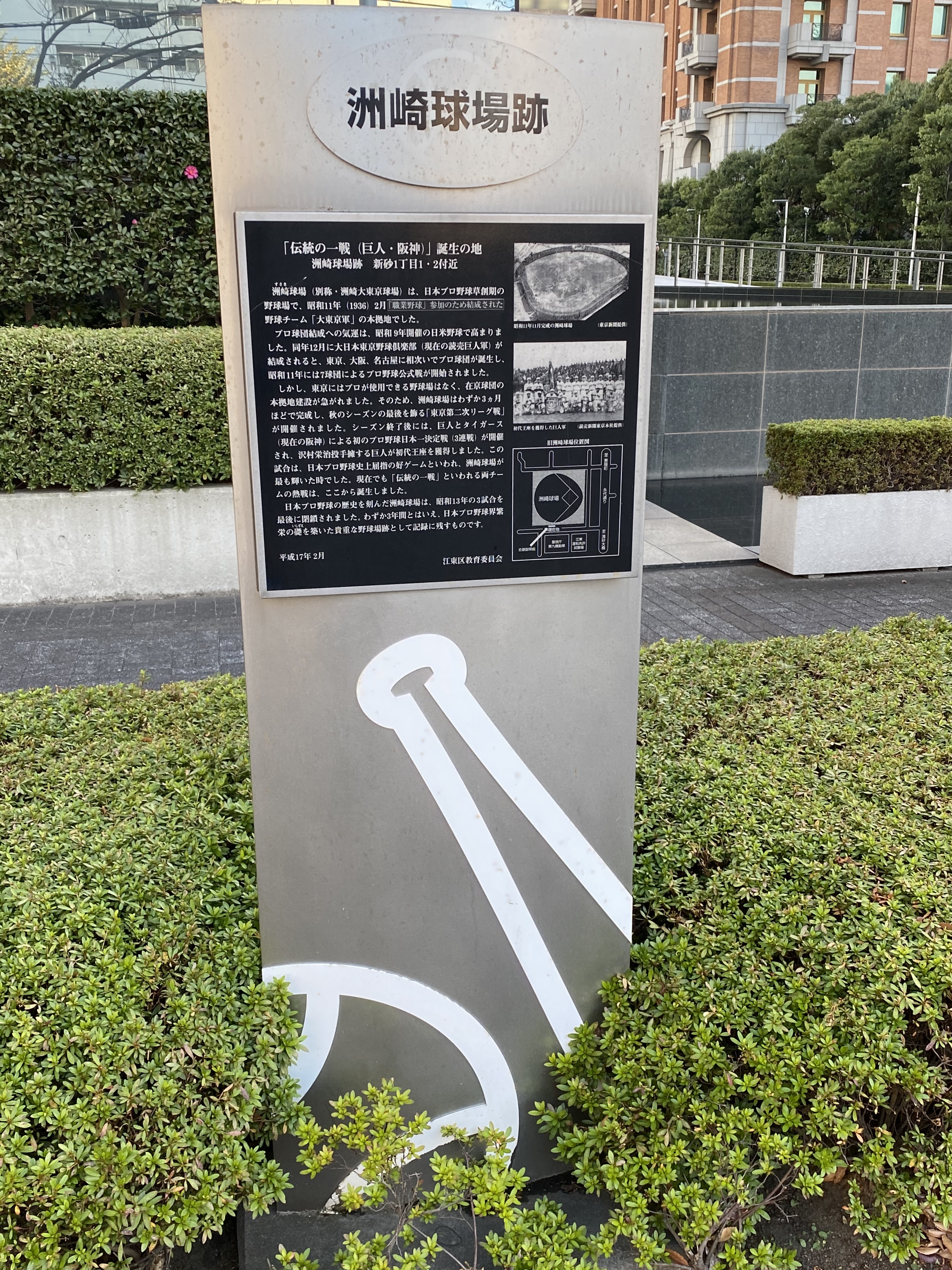
オルガノ本社ビル前に建立されている洲崎球場跡記念碑（2019年10月4日撮影）

プロ野球草創期を記録・回想する多くの文章に登場する球場であるが、あまりにも周囲が変貌したため、正確な所在地の特定は長らく困難とされていた。雑誌『野球小僧』の企画によって文献などの調査が行われ、大体の位置が判明した。2005年2月に、江東区役所が江東区新砂一丁目2番8号付近に記念碑を建てた。
- 埋め立て地にあったとされている。
- 当時書かれたいくつかの文章で、市電（都電）に乗って見に行ったとの記述が見られる。判明した所在地から推測すると、最寄り停留場は市電と城東電軌の東陽公園前電停（1972年廃止、現在の東京メトロ東西線東陽町駅付近）であり、市電と城東電軌の洲崎電停からは若干距離があった。
- 鈴木龍二によると、大東京軍は深川不動尊の脇に合宿所を借りており、本球場で試合が終わると洲崎電停からユニフォームのまま市電に乗って帰っていたという[10]。
- 野球評論家の越智正典は著筆の中で「門前仲町から現在の東西線木場駅の先まで歩き、左手に汽車工場（平岡工場東京製作所）が見え始めるとその手前を右に折れ、運河に架かる橋を渡ると、ようやくそこが洲崎球場であった」と記している。平岡工場は1901年に汽車製造と合併してその東京支店となり、場所も1931年に当初の地から洲崎近くに移転していたが、「平岡工場」の名前が通称として残っていたものと思われる。
- 近所に洲崎遊廓があったことが有名であり、隣接地にあったと誤解されがちであるが、実際には幾分離れた場所にあった。なお、大下弘への追悼文で「選手達が球場入りするとき、彼が遊廓の二階から手を振っているのが見えた。洲崎球場は便利であった」との記述がされているが、大下のプロ入りは戦後であり、時代考証からいっても筆者の勘違いと思われる。
- 跡地は藤倉電線（現：フジクラ）の運動場や、同社の倉庫として使用された。現在は、水処理装置メーカーのオルガノの本社が所在する[11]。